# 斯切比蜥属
斯切比蜥属（学名：Strobilurus）为嵴尾蜥科的一个属。

## 下属物种
本属包括以下物种：
- Strobilurus spec Wiegmann, 1834
- Strobilurus torquatus Wiegmann, 1834